# Fantasea
Fantasea es un mixtape de la cantante estadounidense Azealia Banks, lanzado de forma gratuita en Reino Unido el 11 de julio de 2012. Cuenta con la producción de Machinedrum, Nick Hook, Hudson Mohawke, Eprom, Drums of Death, Munchi, Ikonika, Diplo y DJ Master D.

## Antecedentes
Azealia confirmó el 10 de mayo de 2012 en Twitter, "Así que todos ustedes van a obtener, el 1991 EP de este mes, el mixtape "Fantastic" para el verano, y Broke With Expensive Taste, en el otoño ". A fines del mes de mayo Azealia confirmó en Twitter que pensaba en cambiar el título del mixtape, por "Fantasea".
Fantasea fue realizado "por error" según Banks, pero esto sucedió debido a los retrasos que estaba teniendo su álbum debut Broke With Expensive Taste. Azealia contacto con varios productores cercanos a la rapera, para la producción de este.

## Promoción
Azealia el 11 de mayo de 2012 lanzó la canción "Jumanji", para descarga gratuita. La canción recibió muy buenas críticas en el cual podemos notar la gran habilidad para rapear de Azealia. Fue producida por Hudson Mohawke y Nick Hook. El 13 de junio Azealia publicó "Aquababe" producida por EPROM y Machinedrum. Luego Azealia publicó "Nathan" que cuenta con la colaboración de Styles P, Azealia comento que estuvo muy contenta en realizar esta colaboración con el rapero. La última canción publicada fue "Neptune", esta canción cuenta con la colaboración de la rapera Shystie, quienes colaboraron en el sencillo de esta última "Control It". La canción fue publicada el 10 de julio, un día antes del lanzamiento del mixtape.
Luego del lanzamiento del mixtape, al tener una muy buena recepción por parte del público y la crítica, la rapera decidió lanzar videos musicales para las canciones "Atlantis" y "Luxury". Una de las canciones que tuvo mayor éxito fue "Esta Noche" que cuenta con un sample de una canción del productor alemán Munchi. Interscope Records decidió que quería que fuera un sencillo oficial, por lo tanto decidieron comenzar el proceso de grabación del video. Mientras Azealia se encontraba terminando las grabaciones de esta canción, el productor Munchi, decidió no prestar su mixtape para que fuera sencillo. El productor se mostró molesto debido a que nadie pidió permiso para utilizar su canción. Finalmente la canción no fue lanzada como sencillo y el video no salió a la luz.

## Recepción
A pesar de ser un mixtape, Fantasea recibió muy buenas críticas por parte de los críticos. Pretty Much Amazing le dio una "B+", escribió "Ella logró lo que se propuso hacer y, en el proceso, silenció a todo el que dijo que "212" sería su única buena melodía". SPIN le dio un 8 de 10, apuntando que el mixtape parece "muy trabajado" en su producción y que se podía apreciar grandes líricas por parte de Banks. Por su parte Pitchfork Media le dio 7 de 10, "Sus 19 canciones, 52 minutos de mixtape es un documento menudo emocionante de una artista extraordinariamente talentosa en un estado de flujo".

## Lista de canciones
| N.º | Título | Productor(es)             | Duración |  |
| 1.  | «Out of Space» (Contiene samples de la canción "Out of Space" de The Prodigy)                                | Liam Howlett              | 2:34     |  |
| 2.  | «Neptune» (featuring Shystie. Contiene samples de la canción "Heston" de Ikonika)                            | Ikonika                   | 3:57     |  |
| 3.  | «Atlantis» (Contiene samples de la canción "Twin Stars of Thence" de Sun Ra)                                 | O/W/W/W/L/S               | 2:29     |  |
| 4.  | «Fantasea» (Contiene samples de la canción "Fantastix" de Machinedrum)                                       | Machinedrum               | 4:29     |  |
| 5.  | «Fuck Up the Fun» (Contiene samples de la canción "Salute" de AraabMuzik)                                    | Diplo, DJ Master D        | 2:25     |  |
| 6.  | «Ima Read» (Contiene samples de la canción "Ima Read" de Zebra Katz featuring Njena Reddd Foxxx)             | Zebra Katz                | 1:02     |  |
| 7.  | «Fierce» (Contiene samples de la canción "Fierce" de Drums of Death y "Work It Girlfriend" de Jack and Jill) | Drums of Death            | 3:14     |  |
| 8.  | «Chips» (Contiene samples de la canción "Koran Angel" de Lone)                                               | O/W/W/W/L/S               | 3:48     |  |
| 9.  | «Nathan» (featuring Styles P)                                                                                | Drums of Death            | 3:24     |  |
| 10. | «L8R» | Machinedrum               | 2:42     |  |
| 11. | «Jumanji» | Hudson Mohawke, Nick Hook | 2:55     |  |
| 12. | «Aquababe» (Contiene samples de la canción "Regis Chillbin (Machinedrum Remix)" de Eprom)                    | EPROM & Machinedrum       | 3:45     |  |
| 13. | «Runnin'» | Lunice                    | 3:30     |  |
| 14. | «Us» | O/W/W/W/L/S               | 2:46     |  |
| 15. | «Paradiso» (Contiene samples de la canción "Weekend Special" de Brenda & the Big Dudes)                      | Richard Russell           | 0:49     |  |
| 16. | «Luxury» | Machinedrum               | 2:45     |  |
| 17. | «Azealia Skit»                                                                                               |                           | 1:03     |  |
| 18. | «Esta Noche» (Contiene samples de la canción "Esta Noche" de Munchi)                                         | Munchi                    | 3:14     |  |
| 19. | «Salute» | AraabMuzik                | 1:27     |  |